# Ami Ayukawa
Ami Ayukawa (鮎川 あみ, Ayukawa Ami) est née le 18 février 1981 à la limite entre Tokyo-Ouest et la Préfecture de Kanagawa au Japon. Ayukawa est une idole de l'AV qui a débuté en 1999. Souvent référencée comme une « AV Queen,,,, », elle a travaillé aussi bien pour de grands studios professionnels que pour des studios indépendants comme Moodyz et Wanz Factories. Elle est très connue pour sa passion déferlante au cours des scènes de sexe et souvent dépeinte comme ayant un caractère soumis. Surtout active au début des années 2000, elle a été surnommée « la meilleure actrice de l'histoire de l'AV, ».

## Carrière
Ayukawa fait ses premiers pas en novembre 1999 avec le producteur Tiffany.
Elle signe ensuite un contrat avec MAX-A, une filiale du groupe Samantha, en août 2000, pour interpréter Scanties, vidéo basée sur du cosplay; puis elle est engagée, toujours par MAX-A, pour Ami on Verge of Breakdown!, vidéo de la série The Confined Bodydolls (novembre 2000) qui s'aventure dans le monde pur et dur du sado-masochisme et du bondage
En mai 2001, elle tourne Cos-Para, sa première vidéo cosplay avec la firme Atlas. Elle est tour à tour vêtue en infirmière, en femelle ninja, en bunny girl et en poupée Barbie.
Elle embraye avec Sexy Butt, en juin 2001, pour le compte d'Alice Japan toujours dans le genre cosplay mais cette fois dans le cadre d'une histoire où Ayukawa joue le rôle d'une femme de service qui rêve éveillée.
MAX-A choisit Ayukawa en tant que vedette du premier volume de la série Witch-Hunt, à paraître en août 2001. Cette nouvelle série est construite autour de la question « ange ou démon ? ». La recherche d'une réponse sert de support à une histoire dans laquelle Ayukawa endure tortures, viols et autres humiliations.
De retour chez MAX-A en septembre 2001, Ayukawa tourne Sexy Widow dans lequel elle interprète le rôle-titre d'une veuve en mal de sexe. Splash: Wet Mermaid (décembre 2001) lui succède, toujours chez le même éditeur. Aykawa est, cette fois, une sirène en mal d'amour.
Les « longues et magnifiques jambes d'Ayukawa » sont le point de mire de Stocking Lovers une production Atlas de janvier 2002. Vers le mois de février 2002, Ayukawa est considérée comme l'une des plus grandes idoles de l'AV .
En plus des classiques scènes de "hard", sa vidéo Legend inclut des scènes documentaires au cours desquelles l'actrice parle de sa carrière.
Ses photographies sont publiées à deux reprises dans Tokyo Topless un des sites web japonais les plus anciens et les plus consultés, axé sur les poitrines généreuses.
Au cours d'un entretien avec le journaliste Asahi Geino et paru en octobre 2001 dans les colonnes du Mainichi Shimbun concernant les récentes mésaventures survenues dans l'industrie de l'AV japonaise, Ayukawa rapporte que « son expérience la plus horrible » a été celle d'une scène de viol simulé. L'actrice explique « pendant notre réunion avant tournage, le réalisateur me dit qu'il avait pris toutes les précautions pour que cela se passe bien pour moi. Je ne m'inquiétais donc de rien. Soudainement mon partenaire m'a attrapée par les cheveux et m'a traînée sur le sol. Puis il a commencé à me frapper avec tant de force que je pouvais à peine respirer. J'étais presque inconsciente. J'ai crié au secours et me suis mise à pleurer. Personne n'est venu à mon aide. À la fin du tournage j'étais couverte de bleus. Le réalisateur vint vers moi et me dit que "c'était une bonne scène qui semblait bien réelle" »,.
Au mois d'août 2006, Atlas publie un DVD contenant trois vidéos d'Ayukawa comme rétrospective de sa carrière.

## Filmographie (partielle)
| Titre du film.                                                                                            | Producteur          | Réalisateur        | Parution                                   |
| --- | ------------------- | ------------------ | ------------------------------------------ |
| New Sensual Princess - Chapter 8 新・官能姫 第8章                                                         | Tiffany             |                    | 26 novembre 1999                           |
| Lecherous Amigo!                                                                                          | Tiffany             |                    | 25 décembre 1999                           |
| Temptation of Nipples                                                                                     | Tiffany             |                    | 27 janvier 2000                            |
| Yurisagi Home Tutor 14                                                                                    | Miss Christine      |                    | 25 février 2000                            |
| The Real                                                                                                  | Samm                |                    | 27 mai 2000                                |
| Play with my Beautiful Tits                                                                               | Samm                |                    | 26 juin 2000                               |
| The Document                                                                                              | Samm                |                    | 31 juillet 2000                            |
| Scanties                                                                                                  | Samantha/MAX-A      | Tatsuya Aoki       | 14 août 2000                               |
| Sukesuke Race Queen                                                                                       | Miss Christine      |                    | 25 août 2000                               |
| Body Sonic                                                                                                | Samantha/MAX-A      | Taira Takano       | 29 septembre 2000                          |
| The Confined Bodydolls 監禁ボディドール                                                                   | Samantha/MAX-A      | Fuyuhiko Shimamura | VHS: 21 novembre 2000 DVD: 21 juin 2002    |
| Ami Ayukawa DX 鮎川あみDX DVD containing Scanty and BODY SONIC                                            | MAX-A               |                    | 19 janvier 2001                            |
| Be Smeared With Semen Lecher Doll                                                                         | Shy                 |                    | 28 janvier 2001                            |
| No More Sex                                                                                               | Shy                 |                    | 22 février 2001                            |
| Female Teacher Hunt: Ami Ayukawa 女教師狩り in 鮎川あみ                                                   | Samansa/MAX-A       | Yukihiko Shimamura | 30 mars 2001                               |
| Reverse Soap Heaven 逆ソープ天国                                                                          | Babylon/Alice Japan | Shigeo Katsuyama   | avril 2001                                 |
| COS-PARA                                                                                                  | Atlas21             | Yukihiko Shimamura | 21 mai 2001                                |
| Sexy Butt 女尻 Mejiri                                                                                     | Alice Japan         | Hidekazu Takahara  | 29 juin 2001                               |
| Inhumanity/The Give Up Human Being 人間廃業                                                               | Babylon/Alice Japan | Kunihiro Hasegawa  | 24 juillet 2001                            |
| The Witch-Hunt 魔女の棲み家                                                                               | MAX-A               | Yukihiko Shimamura | VHS: 31 août 2001 DVD: 25 janvier 2002     |
| Sexy Teacher Hunt Special 女教師狩り Special                                                              | MAX-A               |                    | 21 septembre 2001                          |
| The Bubbly Heaven 逆ソープ天国 DVD renferme également The Bubbly Heaven et Sexy Butt                      |                     |                    | 21 septembre 2001                          |
| Sexy Widow 淫乱遊戯                                                                                       | Samantha/MAX-A      | Katsuya Taguchi    | 25 septembre 2001                          |
| Uncensored                                                                                                | Vip                 |                    | 19 octobre 2001                            |
| Taboo | Samansa/MAX-A       | Yukihiko Shimamura | 27 novembre 2001                           |
| Splash スプラッシュ                                                                                       | Samansa/MAX-A       | Hitoshi Osamaru    | 28 décembre 2001                           |
| Stocking Lovers パンストラヴァーズ                                                                        | Atlas21             | Yukihiko Shimamura | VHS: 18 janvier 2002 DVD: 28 novembre 2003 |
| Sexy Butt CLIMAX 女尻CLIMAX 7th                                                                           | Alice Japan         |                    | 15 février 2002                            |
| LEGEND | Atlas21             | Kei Morikawa       | 22 février 2002                            |
| Hard Candy ハードキャンディー                                                                             | Samansa/MAX-A       | Yukihiko Shimamura | 29 mars 2002                               |
| MORE MAX III                                                                                              | MAX-A               |                    | 19 avril 2002                              |
| Illegal Tits Violation 11 不法侵乳 11                                                                     | Samansa/MAX-A       | Taira Takano       | 30 avril 2002                              |
| Erotic Beauty 艶 [EMBI] 美                                                                                | Atlas21             |                    | 17 mai 2002                                |
| Nasty Play 淫乱遊戯                                                                                       | MAX-A               |                    | 24 mai 2002                                |
| Missing 失踪                                                                                              | Samansa/MAX-A       | Yukihiko Shimamura | 31 mai 2002                                |
| Bubbly Heaven Special Charter 6 逆ソープ天国貸切スペシャル 6                                              | Alice Japan         | Usagi Kanda        | 14 juin 2002                               |
| Erotic Mouth 淫口                                                                                         | Samansa/MAX-A       | Yukihiko Shimamura | 21 juin 2002                               |
| Atlas GORGEOUS アトラス GORGEOUS 2002                                                                     | Atlas21             | Tsukasa Hashimoto  | 15 juillet 2002                            |
| Get Ready!                                                                                                | Samansa/MAX-A       | Yoshiho Fukuoka    | 23 juillet 2002                            |
| Sexy Butt Climax 6 女尻クライマックス 6                                                                   | Alice Japan         |                    | 9 août 2002                                |
| COS-PARA Special                                                                                          | Atlas21             | Tsukasa Hashimoto  | 9 août 2002                                |
| VIP Value Pack VIPバリューパック                                                                          | VIP                 |                    | 23 août 2002                               |
| The Cold Moon 冷たい月                                                                                    | Samansa/MAX-A       | Taira Takano       | 27 août 2002                               |
| M.V.P. Vol.3                                                                                              | VIP                 | Chian Kurisu       | 30 août 2002                               |
| MAX-File Ami Ayukawa MAX-File 鮎川あみ DVD contenant en outre Sexy Teacher hunt, TABOO, and the vanishing | MAX-A               |                    | 20 septembre 2002                          |
| Bubbly Heaven Special Erect 5 逆ソープ天国スペシャルエレクト 5                                            | Alice Japan         |                    | 27 septembre 2002                          |
| Canary 金色雀                                                                                             | Samansa/MAX-A       | Yukihiko Shimamura | 27 septembre 2002                          |
| Deep Blue                                                                                                 | Samansa/MAX-A       | Yukihiko Shimamura | 25 octobre 2002                            |
| Memories memorys                                                                                          | Samansa/MAX-A       | Katsuya Taguchi    | 26 novembre 2002                           |
| MAX-A Anniversary 3                                                                                       | MAX-A               |                    | 6 décembre 2002                            |
| BIG BUST CLUB Vol.2                                                                                       | Atlas21             | Tsukasa Hashimoto  | 17 janvier 2003                            |
| Inhumanity File Vol. 5 人間廃業ファイル VOL.5                                                             | Alice Japan         | Usagi Kanda        | 14 février 2003                            |
| Blue File Ami Ayukawa ブルーファイル 鮎川あみ II Quatre films d'Ayukawa sur le DVD                        | MAX-A               |                    | 21 février 2003                            |
| Wild Thing 8                                                                                              | Momotaro            |                    | 11 avril 2003                              |
| The Bondage Theボンデージ                                                                                 | Atlas21             | Tsukasa Hashimoto  | 14 mai 2003                                |
| Costume Play Collection プレ・コレ                                                                        | MAX-A               | Max Nakamoto       | 22 juillet 2003                            |
| Ami Ayukawa in Hypnotic Fuck 鮎川あみの催眠FUCK                                                           | Cosmos Plan         |                    | 22 août 2003                               |
| Wild Thing 26                                                                                             | Momotaro            |                    | septembre 2003                             |
| Precious/ Ami Ayukawa 秘蔵 鮎川あみ                                                                       | Samantha/MAX-A      | Taira Takashima    | 30 mars 2004                               |
| For The Best Onanie Of You                                                                                | Moodyz Killer       |                    | 1er avril 2004                             |
| The Perfect AV! 4 Hours of Big Breasts Idol ザ・パーフェクトAV！巨乳アイドル4時間                         | VIP                 |                    | 23 juillet 2004                            |
| The Perfect AV! Costume Play Idol 4 Hours ザ・パーフェクトAV！コスプレアイドル4時間                       | VIP                 |                    | 13 août 2004                               |
| Bondage Girls ボンテージガールズ                                                                          | Atlas21             |                    | 30 septembre 2004                          |
| Naughty Girls In the Wild                                                                                 | Momotaro            |                    | 20 août 2004                               |
| TABOO HARD MIX                                                                                            | MAX-A               | Toshio             | 29 mars 2005                               |
| Ami Ayukawa HISTORY 鮎川あみHISTORY                                                                       | Atlas21             | Taro Matsumoto     | VHS: 23 août 2006 DVD: 28 août 2006        |